# Personnages de la mythologie mésopotamienne
Principaux personnages de la mythologie mésopotamienne.
Parmi toutes ces déités, huit eurent une importance capitale (Enlil, Shamash, Nabû, An, Ea, Assur, Mardouk et Sîn)
- Conventions :
  - Les liens en italique, comme dans « voir l'akkadien Apsû » renvoient éventuellement à l'intérieur du même article, à l'entrée marquée d'une ancre si celle-ci existe. Les liens des titres de ligne et ceux qui ne sont pas en italique renvoient vers d'autres articles de Wiki.
  - Les noms ci-dessous peuvent provenir de différents contextes : {sum} signifie « nom sumérien » ,  {akk} « nom akkadien » ou forme utilisée par les Akkadiens. Les autres origines sont indiquées en toutes lettres, comme {amorrite}.

## A
- Haut – A
- B
- C
- D
- E
- F
- G
- H
- I
- J
- K
- L
- M
- N
- O
- P
- Q
- R
- S
- T
- U
- V
- W
- X
- Y
- Z

- Abzu {sum} (Voir l'akkadien Apsû). Nom de l'abîme souterrain d'eau douce à l'origine des fleuves. Domaine du dieu Enki.
- Adapa {akk} Homme d’Eridu réputé pour sa sagesse, qui lui provenait d’Éa. Dans la légende babylonienne, on dit qu’Ea lui a livré des secrets, si bien que sa puissance devient surhumaine et qu'il brise les ailes du dieu du vent, qui a retourné sa barque. Les dieux en prennent ombrage et Adapa est convoqué devant le dieu suprême Anu. Sur les conseils d'Ea, il refuse toutes les boissons et les nourritures qu'on lui propose car il les croit empoisonnées. Hélas et pour sa perte, elles lui auraient conféré l'immortalité et à son tour, il serait devenu dieu !
- Adad {akk} (En amorrite Addu, en ouest-sémitique Hadad, Haddu, Addu, qu'on identifie au dieu sumérien Ishkur). Dieu mésopotamien de la foudre et de l’ouragan.
- Amurru (Martu) {amorrite} Divinité sémitique spécifique aux Amorrites. Dieu suprême.
- An {sum} Ciel des sumériens, dont le dieu porte le même nom (akkadien Anu). « An » se trouve en composition dans beaucoup de noms de divinités célestes et primordiales.
- An-Ki {sum} Ciel-Terre. La totalité de l’Univers.
- Anshar {akk} « La totalité des éléments supérieurs ». Jumeau de Kishar, divinité de la troisième génération (deuxième paire de divinités issues d’Apsû et Tiāmat, après Lahmu et Lahamu). Son domaine est la totalité du Ciel.
- Antu (en) ou Antum (en) {akk} Compagne d’Anu selon les assyro-babyloniens.
- Anunnakkū {akk} (Aussi Anunnaki, et en sumérien Anuna). Les Anunnakkū sont les dieux premiers-nés de la mythologie sumérienne, dont An est le roi. Dans l'Enûma Elish, ils représentent la totalité des dieux du ciel et de la terre. Mais plus couramment, depuis l'époque médio-babylonienne, tandis que les Igigi sont les divinités célestes, les Anunnakkū sont plus spécialement les dieux de la terre et du monde souterrain, dont font partie Marduk, Éa, Damkina...
- Anunītu (ou Annunītum) {akk} Déesse babylonienne de l'enfantement, adorée à Akkad (ville) et à Sippar. Considérée comme un aspect d’Inanna / Ishtar, tardivement associée à une constellation qui correspond à une partie des Poissons.
- Anzû {akk} Nom akkadien d’Imdugud.
- Apkallū {akk} Les Sept Sages.
- Apsû, {akk} (Du sumérien Abzu). Créature primordiale du poème babylonien de la création (Enuma Elish), amant de Tiāmat, tué par Éa qui bâtit sa résidence sur sa dépouille, l'É-abzu.
- Asag, {sum} (En akkadien Asakku). Démon monstrueux, fils d’An et Ki, chef des armées de pierre, que combat victorieusement Ningirsu dans le poème sumérien Lugal-e. Dans une autre version, c'est Ishkur (Adad) qui le vainc. Les asakku sont aussi des démons causant maladie et mort.
- Asarluhi, {sum} Divinité adorée à Kuara près d’Eridu. Dieu de la magie, on le rapprocha plus tard d'Enki (akkadien Éa) en en faisant le fils. Sa personnalité fut enfin absorbée par Marduk (également fils d’Éa) avec lequel il finit par se confondre.
- Assur (Aššur), {akk} Dieu suprême de la ville d’Assur. On a dit qu'il s'agissait d'une divinisation de la ville de même nom. Devint le dieu souverain du royaume assyrien, dont le roi était considéré comme l'intendant et le grand-prêtre. Il pourrait être tout à la fois une personnification de la cité, du pays et du peuple assyrien.  Son épouse est la déesse Mullissu. Avec l'expansion de l'empire assyrien, on eut tendance à vouloir l'assimiler avec les plus grands dieux mésopotamiens : Enlil, puis avec Anshar, le père d’Anu, enfin avec Marduk.
- Anou Roi des dieux

## B
- Haut – A
- B
- C
- D
- E
- F
- G
- H
- I
- J
- K
- L
- M
- N
- O
- P
- Q
- R
- S
- T
- U
- V
- W
- X
- Y
- Z

- Bau, {sum} Peut-être plus proprement Baba. Déesse sumérienne adorée à Lagash et Girsu, en tant qu'épouse de Ningirsu.
- Bēl, {akk} Nom akkadien signifiant « Seigneur », « Maître », équivalent du nom sémitique occidental Baal, attribué à Enlil puis à Marduk.
- Bêlit-Seri, {akk} Déesse du monde infernal dans l’épopée de Gilgamesh.

## D
- Haut – A
- B
- C
- D
- E
- F
- G
- H
- I
- J
- K
- L
- M
- N
- O
- P
- Q
- R
- S
- T
- U
- V
- W
- X
- Y
- Z

- Dagan, {amorrite} Divinité originaire du Levant, nommée Dagon dans la Bible, dont le nom dans les langues sémitiques occidentales signifiait « grain ». On le dit inventeur de la charrue. Son culte se répandit sur tout le Proche-Orient. En Mésopotamie, on l'inclut dans le panthéon en en faisant l'époux de Shala ou d' Ishara. Dagan est également associé aux enfers. Un texte assyrien le décrit comme juge des morts aux côtés de Nergal et de Mīsharu. Pour les Babyloniens, Dagan gardait en captivité aux enfers les sept fils d' Enmesharra (les Sibitti ?). La représentation de Dagan en tant que dieu poisson est très tardive.
- Damkina, {akk} (En sumérien Damgalnuna). Sous sa plus ancienne apparition, Damgalnuna était adorée dans les villes sumériennes de Malgûm, Lagash et d'Umma. Dans le mythe babylonien de la création, sous le nom de Damkina, elle est l'épouse de Éa (sumérien Enki) avec qui elle engendra Marduk.
- Damu, {sum} est un dieu mésopotamien de la guérison. Il a également la fonction d'exorciste (ashipu). En tant que soigneur (asû), il «lie le tendon déchiré». Il est souvent assimilé à Dumuzi.
- Dumuzi, {sum} (En akkadien Du'ūzu ou Dûzu, en hébreu Tammuz). Dieu-éleveur, opposé au dieu Enkimdu de l'agriculture. Il fut envoyé aux enfers à la place d'Inanna, son amante, qui y était prisonnière, où il devint un dieu du monde des morts.

## E
- Haut – A
- B
- C
- D
- E
- F
- G
- H
- I
- J
- K
- L
- M
- N
- O
- P
- Q
- R
- S
- T
- U
- V
- W
- X
- Y
- Z

- Éa, {akk} (Voir en sumérien Enki). Dieu de l'Apsû, de l'eau vivifiante, de la civilisation, de l'intelligence, de la sagesse.
- Enki, {sum} (En akkadien Éa). Dieu de l'Apsû, l'océan souterrain d'où jaillissent les eaux douces source de vie. Epoux de Damkina et père de Marduk. Ses domaines sont aussi ceux de la connaissance, de l'intelligence, des pouvoirs magiques, notamment en tant que maître des me qui concernent chaque aspect de la vie humaine : inventions techniques, arts et artifices culturels. Il est l'initiateur et l'organisateur du monde humain et civilisé..
- Enki et Ninki, {sum} « Seigneur-Terre et Dame-Terre », divinités d'un panthéon sumérien, géniteurs d'Enlil. Enki (Seigneur-Terre) n'a aucun rapport avec Enki / Éa.
- Enkidu, {sum} Dans les récits sumériens de l'Épopée de Gilgamesh, Enkidu est l'ami et le compagnon de voyage de Gilgamesh. Dans les versions akkadiennes, il est mis sur un pied d'égalité avec Gilgamesh. Avant d'être l'ami de celui-ci, Enkidu avait été conçu par les dieux comme un héros dont la force pût rivaliser avec celle de Gilgamesh. C'est à la suite de la mort d'Enkidu que Gilgamesh, refusant de mourir, part pour sa dernière quête, la recherche de l'immortalité.
- Enkimdu, {sum} Dieu de l'irrigation et de l'agriculture, fils d'Enki. Il a été identifié avec Enbilulu, « l'inspecteur des canaux », mais également à Adad et à Marduk. Dans un mythe sumérien, sa dispute avec Dumuzi, le dieu pasteur, évoque la rivalité entre agriculteurs et éleveurs.
- Enlil, {sum} (En akkadien Ellil). Signifie littéralement « le seigneur du souffle », dont la signification exacte désigne « le seigneur qui détient le souffle de la parole et du verbe ». Dieu-souverain, résidant dans son temple-montagne (l'É-kur) de la ville de Nippur. On l'a dit fils d'An (akkadien Anu), mais aussi du couple Enki et Ninki (« Seigneur-Terre et Dame-Terre »).
- Ennugi, {sum} Dieu sumérien chargé de l'entretien des canaux, comme Enbilulu et Enkimdu, auxquels il put être confondu. Il est considéré comme fils d'Enlil et parfois d'Enmesharra. Sa parèdre est la déesse Nanibgal. Il a également un aspect infernal, puisqu'on l'a aussi identifié avec Gugal-ana, le premier époux d'Ereshkigal, la déesse des Enfers.

Il est à noter que toutes les analyses faites ici et les commentaires ainsi que les conclusions tirées parfois ne représentent qu'une manière de voir ces récits sumériens de l'Enumah Elish qui apparaissent en réalité comme des comptes rendus précis de mémoires

## G
- Haut – A
- B
- C
- D
- E
- F
- G
- H
- I
- J
- K
- L
- M
- N
- O
- P
- Q
- R
- S
- T
- U
- V
- W
- X
- Y
- Z

- Gilgamesh, {sum} Roi héros semi-légendaire (né d'un roi aux grands exploits et d'une déesse) aux exploits surhumains régnant sur la ville d'Uruk. À sa mort, il devint l'un des juges des enfers.

## H
- Haut – A
- B
- C
- D
- E
- F
- G
- H
- I
- J
- K
- L
- M
- N
- O
- P
- Q
- R
- S
- T
- U
- V
- W
- X
- Y
- Z

- Humbaba, {sum} Gardien de la forêt de cèdres (repaire des dieux) dans l’épopée de Gilgamesh, puissant démon géant que Gilgamesh combattra avec Enkidu et achèvera sous les encouragements de son compagnon.

## I
- Haut – A
- B
- C
- D
- E
- F
- G
- H
- I
- J
- K
- L
- M
- N
- O
- P
- Q
- R
- S
- T
- U
- V
- W
- X
- Y
- Z

- Igigi, {sum} les veilleurs, divinités souterraines puis Divinités du Ciel dans l’épopée de Gilgamesh. Voir Anunnakku.
- Ilu, {akk} Terme générique désignant un dieu (c'est aussi le nom akkadien du signe cunéiforme sumérien DINGIR : déterminatif de la catégorie des dieux). Autre nom d’Assur.
- Ishtar, {akk} (En sumérien Inanna) Déesse de l'amour physique et de la guerre. Elle est considérée comme la fille de Sîn, le dieu-lune, et la sœur jumelle de Shamash, le soleil. Son astre est la planète Vénus. Initialement vénérée à Uruk, ou des prostituées lui étaient dédiées, mais également à Assur, elle fut une des plus importantes divinités du panthéon akkadien. Son aide dans les combats confirme la légitimité du vainqueur. Elle s'apparente par certains aspects à la déesse cananéenne et principale divinité du panthéon phénicien Ashtart (Astarté), ainsi que, curieusement, au dieu arabe Athtar. Elle est, comme étoile au matin reine du ciel (en), la déesse de l’Élan du guerrier et, comme étoile du soir, celle de l’Éveil de l’amour. À l’époque hellénistique, on la confondra avec l’Aphrodite grecque. Gilgamesh le héros, roi d'Uruk, ayant refusé son amour en lui rappelant qu'elle avait fini par transformer tous ces multiples amants (certains étant même des animaux), elle se vengea en faisant descendre sur Uruk un énorme taureau celeste sous lequel le sol se dérobe que Gilgamesh (avec l'aide de son ami Enkidu) acheva.

## K
- Haut – A
- B
- C
- D
- E
- F
- G
- H
- I
- J
- K
- L
- M
- N
- O
- P
- Q
- R
- S
- T
- U
- V
- W
- X
- Y
- Z

- Kingu, {akk} Epoux de Tiāmat.
- Kishar, {akk} Divinité de la troisième génération, règne sur la totalité de la Terre. Voir Anshar.

## L
- Lahmu : génie d'apparence humaine, barbu aux cheveux bouclés

## M
- Haut – A
- B
- C
- D
- E
- F
- G
- H
- I
- J
- K
- L
- M
- N
- O
- P
- Q
- R
- S
- T
- U
- V
- W
- X
- Y
- Z

- Mammitu, {akk} Epouse de Nergal dans l’Épopée de Gilgamesh.
- Marduk, {akk} (Également Bêl). Dieu créateur babylonien (dieu national). Il était représenté sous la forme d’un dragon à tête de serpent. Sa légende nous est connue par le poème babylonien de la création, où il apparaît comme victorieux du chaos. Dans la Bible, il est souvent appelé Bêl.

## N
- Haut – A
- B
- C
- D
- E
- F
- G
- H
- I
- J
- K
- L
- M
- N
- O
- P
- Q
- R
- S
- T
- U
- V
- W
- X
- Y
- Z

- Nabû, {akk} dieu de l'écriture, fils de Marduk et de Sarpanitu. Son épouse est la déesse Tashmetum.
- Nergal, {akk} dieu babylonien, fils d’Enlil, Maître des morts et des Enfers.
- Nidaba, Déesse du grain, de la sagesse et de l’écriture.
- Ningirsu, {sum} dieu sumérien de la guerre. Son symbole est un aigle aux ailes déployées et à tête de lion.
- Ninhursag, {sum} Ninhursag (Maîtresse des collines) ou Ninsikida (Pure-Dame) épouse de Enki.
- Ninsun, déesse sage et omnisciente. Femme de Lugalbanda et mère de Gilgamesh.
- Nintu.

## S
- Haut – A
- B
- C
- D
- E
- F
- G
- H
- I
- J
- K
- L
- M
- N
- O
- P
- Q
- R
- S
- T
- U
- V
- W
- X
- Y
- Z

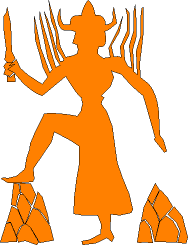
Shamash

- Sarpanitu, {akk} (aussi Zirbanit, Zarbanit). Déesse épouse de Marduk.
- Les Sept Sages sont 7 hommes qui représentent les éléments (Terre, Eau, Feu, Air, Foudre, Glace et Éther). Ils sont immortels et sont dotés d'une intelligence remarquable. Ils donnent du fil à retordre aux aventuriers trop vantards mais aident les hommes courageux, nobles et modestes.
- Shamash, {akk} (En sumérien Utu). Dieu du soleil justicier.
- Siduri, la cabaretière des dieux.
- Sîn, {akk} (En sumérien Nanna). Dieu de la lune, père de Shamash et Ishtar.
- Sumuqan, dieu du bétail dans l’épopée de Gilgamesh.

## T
- Haut – A
- B
- C
- D
- E
- F
- G
- H
- I
- J
- K
- L
- M
- N
- O
- P
- Q
- R
- S
- T
- U
- V
- W
- X
- Y
- Z

- Tiāmat, {akk} divinité primordiale, elle est l'amante d'Apsû. Elle sera vaincue par Marduk qui fera de son corps le ciel et la terre.

## U
- Haut – A
- B
- C
- D
- E
- F
- G
- H
- I
- J
- K
- L
- M
- N
- O
- P
- Q
- R
- S
- T
- U
- V
- W
- X
- Y
- Z

- Urshanabi, le batelier d’Uta-Napishtim dans l’Épopée de Gilgamesh.
- Uta-Napishtim, comme Atrahasis, rescapé du déluge et l’élu des dieux, archétype mésopotamien de Noé.